# Quadrille nach Motiven der Oper "Des Teufels Antheil"
Quadrille nach Motiven der Oper "Des Teufels Antheil" är en kadrilj utan opusnummer av Johann Strauss den yngre. Den spelades första gången den 3 oktober 1847 i Dommayers Casino i Wien. 

## Historia
Operatonsättaren Daniel Aubers musik spelade en stor roll för Johann Strauss den äldres repertoar, vars konserter under 1830- och 1840-talet ofta innehöll en eller flera av Aubers ouvertyrer. Aubers musik spelade även en viktig roll i den unge Johann Strauss den yngres tidiga karriär, då denne var angelägen om att bevisa att han och hans orkester var fullt kapabla att även tolka mer seriös musik än bara dansmusik. Medveten om att mycket hängde på musikvalet till sin debutkonsert i oktober 1844 valde den unge Johann att börja programmet med ouvertyrerna till Aubers operor Den stumma från Portici (1828) och La Sirène (1844).
Hösten 1847 skulle en nyuppsättning äga rum av Aubers opera La Part du Diable i Wien och händelsen intresserade både far och son Strauss. Operan hade haft premiär på Opéra-Comique i Paris den 16 januari 1843 och sattes upp på Theater an der Wien den 23 september 1846 med titeln "Des Teufels Antheil". Uppsättningen, som dirigerades av Albert Lortzing, spelades endast tre föreställningar innan den togs bort. Den 25 september 1847 satte Wiener Hofoper upp en annan uppsättning av operan på Kärntnertortheater. (ytterligare en uppsättning gavs på Theater in der Josefstadt den 6 november 1847, medan en tidigare vaudeville-artad uppsättning hade givits på Theater an der Wien så tidigt som den 23 oktober 1843 - bara nio månader efter Parispremiären.)
Vid sidan av konkurrensen mellan teatrarna pågick även konkurrensen mellan far och son Strauss. Medan repetitionerna pågick av operan skrev tidningarna att båda Straussarna förberedde kadriljer över teman från operan: enligt Der Wanderer (16 september 1847) planerade Strauss den yngre att presentera sin kadrilj vid en välgörenhetskonsert i Wasserglacis den 18 september 1847, medan en senare upplaga (20 september 1847) av samma tidning kunde meddela att Strauss den äldre hade färdigställt sin kadrilj och hoppades kunna framföra den före operans premiär. Strauss den äldres kadrilj vann kampen och framförde sin kadrilj i Zum Sperl lördagen den 25 september 1847 - samma dag som Kärntnertortheater hade premiär av operan. Wiener Allgemeine Theatherzeitung (30 september 1847) skrev roat: "'Der Antheil des Teufels' undergick en lång repetitionstid, men på Hofoper kröntes åtminstone vedermödorna med en succé. Med djävulusisk snabbhet har [förläggaren] Herr Haslinger sammanställt publiceringen av Strauss senaste kadrilj från operan, vilken framfördes på lördagen. Arrangemanget var klart på söndag, graverad på måndag, tryckt på tisdag och sedan igår [29 september 1847] har den funnits tillgänglig att köpa. Om inte djävulen har haft ett finger med i spelet är något konstigt!".
Den ovanligt snabba hastigheten med vilken Haslinger publicerade Strauss den äldres Des Teufels Antheil-Quadrille visar på att även Strauss den yngre var på gång med sitt rivaliserande stycke. Men Strauss den yngre hade stött på ett problem som Der Wanderer avslöjade den 2 oktober 1847: "Det är märkligt vad kritiker får reda på. Ofta ser och hör de saker som ingen annan observerar. Kritikern i 'Theatherzeitung' [30 september 1847] rapporterar om arrangemangen kring Aubers opera 'Des Teufels Antheil', och säger bland annat: 'Strauss den yngre har åstadkommit en kadrilj, men Strauss den äldre har producerar den bästa versionen'. Hur vet nu kritikern detta då Strauss den yngre, på grund av olyckliga omständigheter, ännu inte har framfört sin kadrilj offentligt, och inte kommer göra förrän imorgon [3 oktober 1947] på Dommayers. Kritikern måste ha drömt. Eller annars...!".
Strauss den yngre framförde sin kadrilj som annonserat den 3 oktober 1847 på Dommayers Casino i förorten Hietzing. Problemen hopade sig då han hade svårigheter med att hitta en förläggare till sitt verk. Slutligen fann han det i det lilla förlaget A.O. Witendorf, som publicerade verket (men utan opusnummer) den 14 oktober 1847. Vid en jämförelse mellan de två kadriljerna syns ett antal teman som både far och son använt sig av:
| Johann Strauss den yngres kadrilj | förekommer även i | Johann Strauss den äldres kadrilj |
| --------------------------------- | ----------------- | --------------------------------- |
| Figur 1: Pantalon A & B           | förekommer även i | Figur 6: Finale A                 |
| Figur 1: Pantalon C               | förekommer även i | Figur 1: Pantalon B               |
| Figur 3: Poule A & B              | förekommer även i | Figur 3: Poule A                  |
| Figur 4: Trénis A                 | förekommer även i | Figur 5: Pastourelle A            |
| Figur 4: Trénis B                 | förekommer även i | Figur 6: Finale B                 |
| Figur 5: Pastourelle B            | förekommer även i | Figur 5: Pastourelle B            |
| Figur 6: Finale A                 | förekommer även i | Figur 2: Été B                    |
| Figur 6: Finale B (2/4-takt)      | förekommer även i | Figur 3: Poule C (6/8-takt)       |

## Om kadriljen
Speltiden är ca 5 minuter och 56 sekunder plus minus några sekunder beroende på dirigentens musikaliska tolkning.

## Weblänkar
- Quadrille nach Motiven der Oper "Des Teufels Antheil" i Naxos-utgåvan.